# Parring
Parring betegner udveksling af gener mellem individer af samme art.
Parring står ofte i sammenhæng med befrugtning og forplantning, specielt hos flercellede organismer.
Men hos mange arter er parring og forplantning helt adskilte processer.
Parring omtales også som kopulation (specielt i zoologien), som sex (mest i daglig tale), eller som samleje (kun hos mennesker).
En del encellede organismer kan parre sig med alle andre individer af samme art, og begge individer modtager gener fra hinanden.
Denne måde at udveksle gener uden cellerne smelter sammen, kaldes konjugation.
Formeringen kan i disse arter ske med eller uden og kort eller lang tid efter en parring.
I arter med køn er parring derimod kun mulige mellem individer af forskeligt køn. 
Flercellede organismer frembringer normalt kønsceller af forskellig størrelse (æg- og sædceller).
Disse kan enten afgives til omverdenen og overlades til sig selv eller overføres direkte til et af kønnene (normalt hunkønnet). Det første er tilfældet hos mange vandlevende organismer samt landplanter, som overlader spredning og eventuelt befrugtning af kønsceller til henholdsvis vandet og vinden.
Hos en del dyr forudsætter parring derimod direkte kropskontakt mellem individerne.
Det er specielt denne form for parring som kaldes kopulation.
Kopulation resulterer i indvendig befrugtning, dvs. befrugtningen finder sted i kroppen på et af kønnene.
Det er ofte hunkønnet som tager imod hannens sædceller.
En af undtagelserne er søheste, hvor hannen modtager hunnens ægceller.
I hermafroditiske arter kan begge individer modtage sædceller fra hinanden og anvende dem til at befrugte deres egne ægceller.
Eksempler på dette er regnorme og mange andre ledorme og fladorme.
Kopulation med indvendig befrugtning kan ske ved hjælp af særlige kønsorganer.
Dette er tilfældet hos f.eks. pattedyr, hvor sædcellerne overføres ved hjælp af hannens penis som føres ind i hunnens skede.
Tilsvarende kønsorganer finder man hos mange insekter.
Hos mange andre leddyr sker befrugtningen derimod ved hjælp af sædpakker (spermatoforer) som hannen overlader hunnen.

## Kurtisering
Kurtisering dækker over alle de adfærdsritualer og -mønstre, der går forud for en pardannelse og senere en parring.
Ofte er selve parringen en del af langvarige parringsritualer, hvor mange forskellige adfærdsmønstre indgår. Disse er udviklet så parterne kan teste hverandres egenskaber (se partnervalg). Det vælgende køn (ofte hunnen) afviser normalt parringen, hvis partneren ikke findes velegnet. Det hører til undtagelsen, at dyr parrer sig med den første den bedste, eller at hannen suverænt bestemmer.
En gennemført parring er ikke nogen garanti for befrugtning.
Hos mange arter vil både hanner og hunner parre sig med forskellige partnere, og sæden kan ofte opbevares i lang tid inden den bruges til at befrugte ægcellerne.
Insekter har specielle organer til dette formål (sædgemmer eller spermateker).
Hunnerne kan for at undgå befrugtning skaffe sig af med sæd fra en han, de har parret sig med.